# ماری مارون
ماری فلیسی الیزابت مارون (فرانسوی: Marie Félicie Elisabeth Marvingt‎)؛ (زاده ۲۰ فوریه ۱۸۷۵- درگذشته ۱۴ دسامبر ۱۹۶۳) اسکیت‌باز سرعت، پرستار، روزنامه‌نگار، شمشیرباز، خلبان، و اسپرانتیست اهل فرانسه بود.
وی همچنین برندهٔ جوایزی همچون لژیون دونور (افسر) شده‌است.

## زندگی و پیشینه
ماری در ساعت ۶:۳۰ بعداز ظهر ۲۰ فوریه ۱۸۷۵ در اوریاک، شهری در شهرستان کانتال فرانسه به دنیا آمد. در سن ۱۴ سالگی مادر ماری فوت کرد. او به همراه پدر و برادرش زندگی می‌کرد. توسط پدرش تشویق شد تا در صحنه‌های ورزشی شرکت کند. گفته می‌شود که در سن ۵ سالگی او تنها طی یک روز توانسته بود تا ۴۰۰۰ متر شنا کند. او در ورزش‌های دیگری مانند واتر پولو، اسب سواری، بوکس، ورزش‌های رزمی، شمشیربازی، تیراندازی، تنیس، گلف، هاکی، فوتبال، ورزش‌های زمستانی، کوهنوردی و مهارت‌های سیرک نیز فعالیت داشت. در سال ۱۸۹۰ در سن ۱۵ سالگی بیش از ۴۰۰ کیلومتر را میان نانسی و کوبلنتس آلمان قایقرانی کرد. وی در سال ۱۸۹۹ گواهینامه رانندگی دریافت کرد.

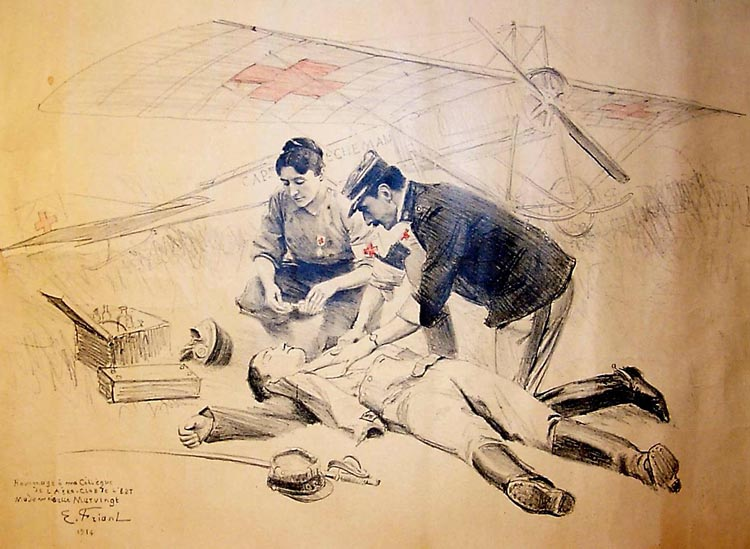
طراحی امیل Friant از ماری مارون و آمبولانس هوایی پیشنهادی او، ۱۹۱۴

## موفقیت‌های ورزشی
ماری مارون درسطح یک ورزشکار جهان برنده جوایز متعدد ورزشی از جمله شنا، دوچرخه سواری، کوهنوردی، ورزش‌های زمستانی، خلبانی، ژیمناستیک، دو و میدانی، شمشیربازی، تیراندازی، پرش با اسکی، اسکیت سرعت، و لژسواری بود.
او اولین زنی بود که قله‌های رشته کوه‌های آلپ در فرانسه و سوئیس را درنوردید. او رکورد پرواز با بالون و هواپیما را در جنگ جهانی اول شکست و اولین زنی بود که به ماموریت‌های جنگی اعزام شد.
در سال ۱۹۰۷در یک مسابقه تیراندازی با تفنگ‌های فرانسوی به تنها زنی تبدیل شد که جایزه قهرمانی را از وزیر دفاع وقت فرانسه دریافت کرد. در ورزشهای زمستانی سالهای ۱۹۰۸–۱۹۱۰ در شامونی، ژرار مر و توپ آلزاس، مقام اول را در بیش از ۲۰ رشته ورزشی به دست آورد.

## آمبولانس هوایی
ماری مارون یک پرستار واجد شرایط بخش جراحی بود و بعنوان اولین پرستار آموزش دیده هوایی در جهان شناخته شد. او برای ایجاد خدمات آمبولانس هوایی در سراسر جهان کار کرد. به گفته یک منبع فرانسوی، در سال ۱۹۰۳، ام د شاتو-تیری دو بونوار او را به عنوان «نامزد خطر» نامگذاری کرد. در سال ۱۹۴۸ او خودش نیز این لقب را به نشریه‌ای که سرگذشت شخصیت‌ها را منتشر می‌کرد برای استفاده داد. این لقب نیز بر روی پلاک شماره ۸، خانه مسکونی او در شهر نانسی در فرانسه نوشته شده‌است.
مارون اغلب دوران زندگی اش را وقف انتقال هوایی مجروحین کرد. او در دست کم ۴ قاره جهان بیش از ۳۰۰۰ کنفرانس و سمینار برگزار کرد. او یکی از بنیانگذاران سازمان فرانسوی (دوستان حمل و نقل هوایی پزشکی) بود و همچنین یکی از سازمان دهندگان و عناصر برگزاری اولین کنگره بین‌المللی حمل و نقل هوایی در پزشکی در سال ۱۹۲۹ بود.

## درگذشت
ماری مارون در ۱۴ دسامبر سال ۱۹۶۳ در سن ۸۸ سالگی در بخش لاکسو در شمال فرانسه درگذشت. مراسم تشییع جنازه او در ۱۷ دسامبر همین سال در سن اپو ره برگزار شد ولی در گورستان پره ویل شهر نانسی دفن شد.